# Благотворительный фонд поддержки матери и ребёнка
Благотворительный фонд поддержки матери и ребёнка — российский благотворительный фонд, основанный в 2006 году. Офис расположен в Вологде.

## Направления деятельности
Для достижения уставных целей Фонд осуществляет деятельность:
- помощь детям из неблагополучных семей;
- помощь одиноким матерям в обеспечении детей предметами, связанными с образованием и развитием ребёнка;
- содействие в создании детских дошкольных учреждений образовательного типа для одарённых детей;
- содействие в строительстве и поддержка детских садов с благотворительными местами для детей из неполных семей;
- помощь детским домам;
- поддержка детских конкурсных мероприятий;
- помощь детям, чьи родители погибли при исполнении воинского долга;
- предоставление социальных услуг без обеспечения проживания;
- организация мероприятий для детей в поддержку общероссийского социального проекта в помощь детям-сиротам, воспитанникам детских домов, домов-интернатов и социальных приютов.

С сентября 2007 года работает Попечительский совет Фонда, в который вошли представители органов власти и бизнеса города Вологды. Заседания совета проходят два раза в год.

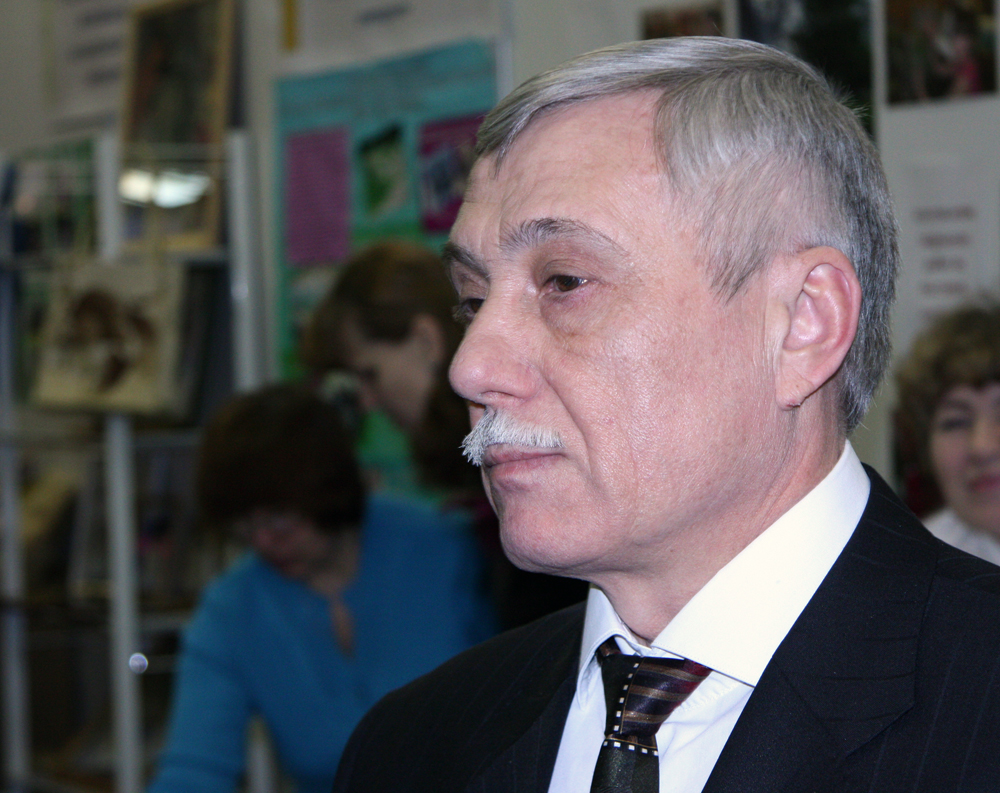
Председатель Попечительского совета Фонда Евгений Артёмов

Председателем Совета является Евгений Артёмов.
30 сентября 2011 Фонд занял третье место в номинации «Профилактика социального сиротства, поддержка материнства и детства» III-го Всероссийского Фестиваля социальных программ «СоДействие».
28 апреля в Вологде состоялась четвёртая церемония награждения премией в сфере социальной политики и благотворительности «Звезда надежды».

## Ключевые проекты
- С осени 2007 года Фонд при поддержке Детского фонда «Виктория» и Департамента образования Вологодской области реализует проект по профессиональной ориентации воспитанников детских домов «РОСТ» программы «ЗУМ» (до весны 2011 года проект назывался «Профориентация и самоопределение» программы «Точка опоры»).
- «Звезда надежды»

Премия в области социальной политики и благотворительности «Звезда надежды» была учреждена в августе 2007 года Благотворительным фондом поддержки матери и ребёнка. В апреле 2008 года состоялась первая церемония вручения. После этого она проводится ежегодно.
- Начиная с октября 2011 года реализуется проект «Правовой театр»[8]. Проект реализуется при поддержке МПОО «Сопротивление» по итогам Открытого конкурса проектов некоммерческих неправительственных организаций, имеющих социальное значение, в сфере защиты прав и свобод человека, правового просвещения населения[9].
- Проект «Школа добра» реализуется с сентября 2010 года. Изначально он реализовывался на средства гранта Фонда поддержки детей, находящихся в трудной жизненной ситуации[10].

## Оценка деятельности
Евгений Артёмов, заместитель губернатора Вологодской области, председатель Попечительского совета Фонда:
«Я рад тому, что у нас в области есть Благотворительный фонд поддержки матери и ребёнка, который проводит очень нужную и востребованную работу для того, чтобы нуждающиеся дети получали помощь. Я благодарен Татьяне Николаевне за ту работу, которую она ведёт как Президент Фонда и за те новые направления, которые она выбирает каждый год. Хочу напомнить слова Александра Яшина: „Спешите делать добрые дела“. Сегодня появятся новые звёзды, новые звёзды надежды. Надеюсь, что работа Татьяны Николаевны и наших меценатов и благотворителей будет расти в геометрической прогрессии».